# Arrondissement de Luxembourg
L'arrondissement de Luxembourg est une ancienne subdivision administrative française du département des Forêts créée en 1800 et supprimée en 1814, lors de la chute de l'Empire.

## Historique
Les arrondissements sont créés par la loi du 28 pluviôse an VIII le 17 février 1800. La sous-préfecture du 2e arrondissement et la préfecture des Forêts sont attribuées à Luxembourg par l'arrêté du 17 ventôse suivant.
L'ensemble des unités administratives françaises de la Belgique (et du Luxembourg) est officiellement supprimé par le traité de Paris en mai 1814.
L'arrondissement correspond approximativement à l'actuelle moitié sud du Grand Duché et à l'arrondissement d'Arlon, dans la province belge de Luxembourg.

## Composition
Il comprenait les cantons d’Arlon, Bettembourg, Betzdorf, Grevenmacher, Luxembourg (deux cantons), Mersch, Messancy et Remich.